# Кызылкум (Шардаринский район)
Кызылкум (каз. Қызылқұм) — село в Шардаринском районе Туркестанской области Казахстана. Административный центр и единственный населённый пункт Кызылкумского сельского округа. Код КАТО — 516445100.

## Население
В 1999 году население села составляло 1886 человек (985 мужчин и 901 женщина). По данным переписи 2009 года в селе проживали 2364 человека (1199 мужчин и 1165 женщин).